# آدم أوتس
آدم أوتس هو لاعب هوكي الجليد كندي، ولد في 27 أغسطس 1962 في Weston, Toronto ‏ في كندا.

## وصلات خارجية
- آدم أوتس على موقع دوري الهوكي الوطني (الإنجليزية)
- آدم أوتس على موقع قاعة مشاهير الهوكي (لاعب أن.إتش.أل) (الإنجليزية)
- آدم أوتس على موقع EliteProspects.com (الإنجليزية)
- آدم أوتس على موقع HockeyDB.com (الإنجليزية)
- آدم أوتس على موقع Hockey-Reference.com (الإنجليزية)